# Francisco Antonio Pinto
Francisco Antonio Pinto, né le 23 juillet 1785 à Santiago et mort le 18 juillet 1858 dans la même ville, est un homme d'État chilien, président du Chili du 8 mai 1827 au 18 septembre 1831.